# Plateros aliquantulus
Plateros aliquantulus is een keversoort uit de familie netschildkevers (Lycidae). De wetenschappelijke naam van de soort werd in 1990 gepubliceerd door Ladislav Bocák & Bocáková.